# 小谷正雄
小谷 正雄（こたに まさお、1906年1月14日 - 1993年6月6日）は、日本の分子物理学者、生物物理学者。理学博士。東京大学・東京理科大学名誉教授、東京理科大学元学長。京都府京都市生まれ。明仁上皇の教育係を務めた。

## 経歴
田艇吉の二男哲と、柏原銀行頭取や柏原町長を務めた小谷保太郎の長女ふきの子として生まれる。父が小谷家に婿養子に入ったため、小谷姓を名乗った。
1929年に東京帝国大学理科大学物理学科を卒業。卒業後は、東京帝国大学工学部講師、理学部助教授、後に教授昇進。東京大学理学部長、大阪大学基礎工学部教授をつとめた。また京都大学でも教鞭をとり、京都大学兼任教授も務めた。
1960年に日本生物物理学会を創設。同年から20年にわたって東京理科大学学長を務め、量子力学や磁電管理論、配位子場理論、生体高分子の研究などで業績を上げた。

## 受賞歴
- 1948年：「磁電管の発振機構と立体回路の理論的研究」で日本学士院賞
- 1966年：東レ科学技術賞
- 1974年：「分子物理学および生物物理学の基礎的研究」で藤原賞
- 1976年：勲二等旭日重光章受章[2]。
- 1977年：文化功労者選出。
- 1980年：文化勲章受章。

## 家族・親族
- 父：田哲は田艇吉の二男。
- 妻：田村八重は田村憲造の長女。
- 子：小谷正博は学習院大学理学部教授を務めた。